# خوان بوسلی
خوان بوسلی (انگلیسی: Juan Boselli؛ زادهٔ ۲۸ اکتبر ۱۹۹۴) بازیکن فوتبال اهل اروگوئه است که در پست وینگر راست برای باشگاه اسپانیایی آلباسته بالومپیه به صورت قرضی از پنیارول بازی می‌کند.